# Meester van de André-Madonna
De Meester van de André-Madonna is de noodnaam gegeven aan een anoniem Vlaams meester, die werkte in de late 15e eeuw in Brugge. Deze anonymus werd genoemd naar een Madonna met Kind die wordt bewaard in het Musée Jacquemart-André in Parijs. Het toont Maria met het Kind Jezus op de arm, die zijn pen in de inktpot doopt, om op het rolletje perkament dat hij in de hand houdt te schrijven.
Naast dit schilderij werden door Max Jakob Friedländer slechts twee andere werken aan hem toegeschreven, een Madonna met Kind met musicerende engelen nu in het Museo Thyssen-Bornemisza in Madrid en een Madonna met Kind in het Everhart Museum in Scranton.
De meester werd door Friedländer beschreven als een 'nakomeling en erfgenaam' van Jan van Eyck. Uit de werken van de meester blijkt duidelijk de invloed van Van Eyck onder meer in het zachte gelaat van de Madonna's en het gebruikte coloriet. De compositie van de Madonna van Thyssen is duidelijk geïnspireerd door de Madonna met Kind van Petrus Christus in het Szépművészeti Múzeum in Boedapest, dat op zijn beurt gebaseerd is op Van Eycks Madonna bij de fontein. Ook de Madonna met vier engelen van Gerard David, bewaard in het Metropolitan Museum of Art in New York gaat terug op dit werk van Petrus Christus.
De activiteit van de schilder wordt in Brugge geplaatst omwille van de afbeelding van de Onze-Lieve-Vrouwetoren op de schilderijen in Madrid en Parijs. Hoewel hij aanleunt bij de vroege periode van de Vlaamse Primitieven is in zijn schilderstijl toch de invloed van de meesters van zijn tijd zoals onder meer Gerard David merkbaar. Heel opmerkelijk is dat het zicht van Brugge op de Thyssen-Madonna zou overeenstemmen met het zicht dat David zou gehad hebben vanuit zijn atelier.